# 八斗子漁港
八斗子漁港位於臺灣基隆市中正區的八斗子，是一座多功能的漁港，也是臺灣北部最大的漁港。依《漁港法》分類，其漁港等級為第一類漁港，主管機關為農業部漁業署。其第二期港區又被稱為碧砂漁港。

## 地理位置
八斗子漁港位處八斗子半島西南側與臺灣本島間，基隆港東南岸2.5浬處的岩岸岬角，行政區分上隸屬基隆市中正區。原為天然海灣，三面環山，西北通海，水域深廣，潮差溫和，又少漂沙，港口寬度60公尺，航道水深6至18公尺， 條件優良，而附近海域漁獲豐富，早期就已經是當地人生活中不可缺乏的食物來源，更是成為漁港的重要條件，為一岩岸岬角之天然良港。

## 歷史概要

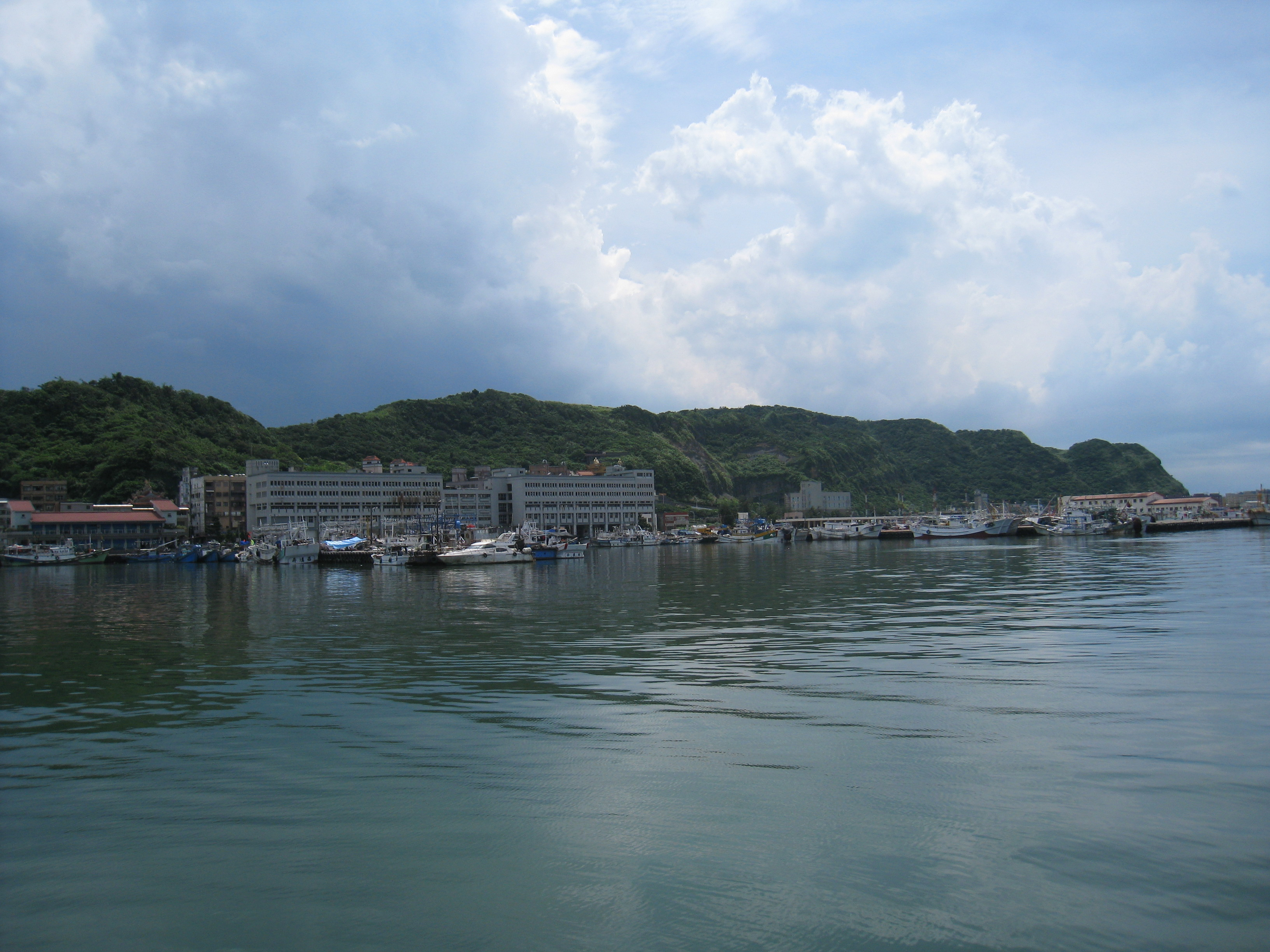
由海上觀看基隆八斗子漁港

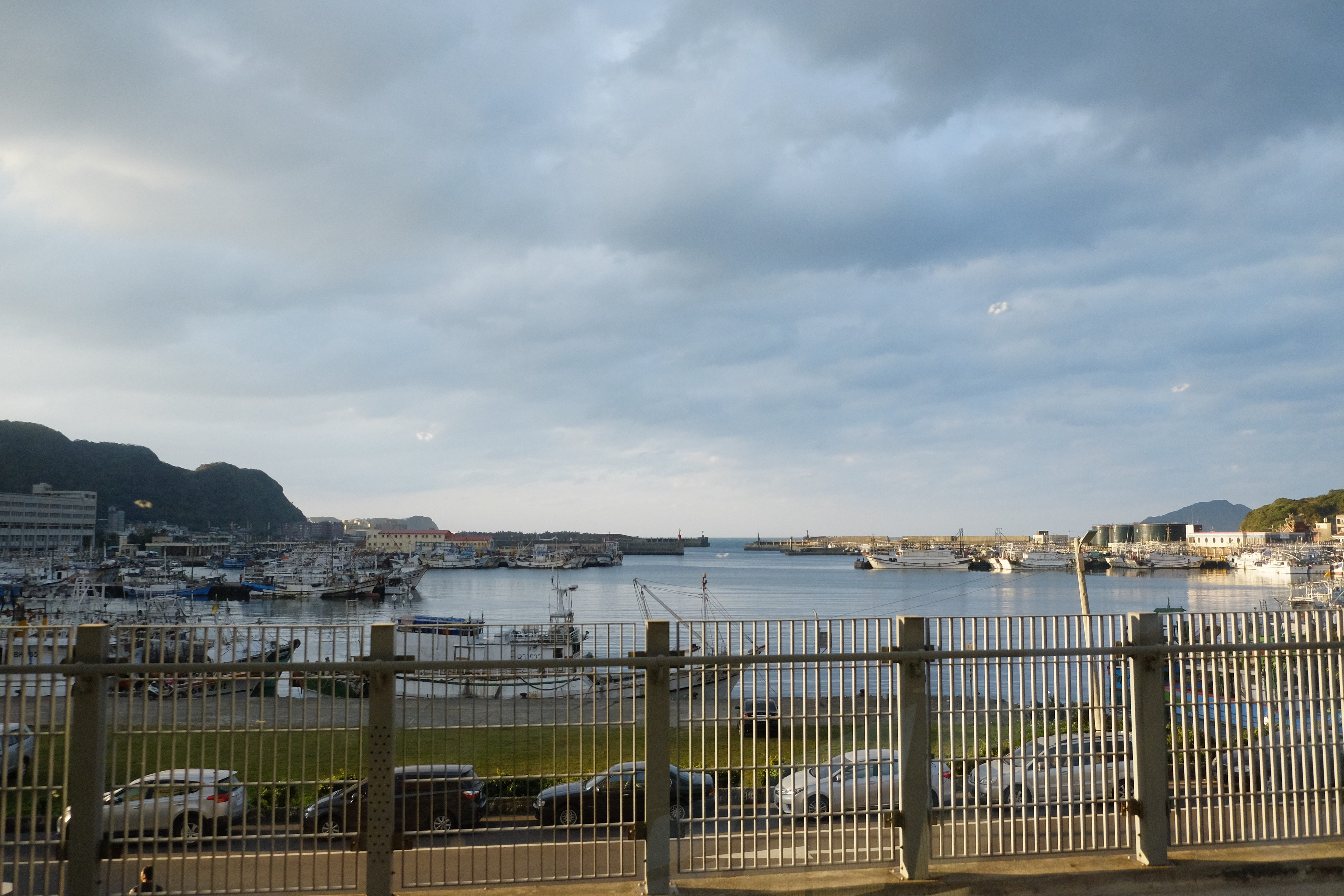
八斗子漁港

1974年當時的行政院長蔣經國任內巡視基隆市時，希望配合基隆地區漁業的快速發展，為解決當時基隆市唯一的大型漁港正濱漁港（位於基隆港內）漁船使用地不足的擁擠問題，於是決定在八斗子興建大型漁港，並計畫以此新漁港取代正濱漁港的功能，以擴大基隆港的商港用地（但日後並未執行）。1975年正式動工興建，興建時八斗子煤礦全面停採，到1979年興建完成。
八斗子漁港歷經多年的整修後，現今各項公共設施齊全，已成為台灣北部地區最大的漁港。八斗子漁港的興建不僅提供基隆地區漁業生存空間，也促進了相關工商業的引進及蓬勃發展，更成為基隆市重要的旅遊景點，每逢假日吸引大量外地遊客前往。為了因應民眾假日休閒遊憩的需要，基隆市政府所成立的管理所利用漁港的第二泊區陸路地範圍，設置休閒綠帶成為濱海公園。

 歷史年表 
- 清朝雍正時期，杜氏來到八斗子以捕魚維生，逐漸形成漁村。
- 1937年：日本當局將「八斗子島」與台灣本島之間填海造陸，形成八斗子半島，為天然良港。
- 1968年：漁業局漁港興建計畫擬定。
- 1974年：行政院決定興建八斗子漁港。
- 1975年9月：八斗子漁港興建工程動工、第一期泊地工程。
- 1979年7月：第一期工程完工，正式啟用。
- 1980年：漁市場、排水、道路、停車場的岸邊設施完工。
- 1980年：第二期碧沙泊區工程動工。
- 1987年：第二期工程完工啟用。
- 1989年：增設突堤碼頭、船樑入口縮小，第二期漁港工程動工。
- 1992年：第二期漁港工程（碧砂漁港）完工。
- 1998年：西內防波堤和南消波堤興建。

## 氣象
八斗子漁港面對太平洋，受東北季風直接吹襲，其強度對漁港作業有極大影響，每年9月至翌年5月，多為北北東風，6月至8月多為西南風。

## 主要漁獲
八斗子地區的漁業以沿、近海為主，主要漁獲物有以下幾種： 
- 小卷  : 也稱為鎖管, 具有趨光性，是八斗子地區棒受網的主要漁獲。
- 鯖魚 :  以扒網捕獲為大宗，一年四季都有，春季~夏季較多。
- 日本竹筴魚 :  以扒網捕獲為大宗，一年四季都有，春季~夏季較多。
- 赤鯮  : 俗名為刺鯮。
- 嘉鱲  : 俗名為迦魶。
- 花身雞魚  : 俗名花身仔。
- 飛魚卵  : 台灣東北角一帶是補飛魚卵的重要基地。
- 白帶魚  ：俗名為白帶、裙帶，多為延繩釣、一支釣捕獲。
- 正鰹  : 俗名煙仔。
- 九齒扇蟹  ：俗名蝦姑。
- 細點圓趾蟹 ：俗稱黃金蟹。

八斗子地區常用的漁法
- 棒受網 :  為春季到秋季作業，作業時間為期半年。
- 扒網  :  多為蘇澳籍漁船，但夏季至秋季會轉往東北漁場作業，故進八斗子漁港較多。
- 延繩釣  :  以白帶魚、紅目鰱等為主。
- 籠具  :  一般夜間作業會比日間作業漁獲量來得多，漁獲物有石斑、石狗公、雞魚、赤 鯮、嘉鱲、章魚等
- 一支釣 :  漁獲以白帶魚為大宗。

### 其他
- 參看碧砂漁港

## 港區情況

### 漁港施設
- 港口泊地面積：26.8公頃
- 碼頭長度：4538公尺
- 港域水深：1-8公尺

### 其他施設
- 遊艇碼頭
- 碧砂漁港漁貨直銷中心
- 海鮮熱食區
- 海濱景觀公園

## 漁港潮位
| 單位 | 最高潮位 | 大潮平均高潮位 | 平均潮位 | 大潮平均低潮位 | 最低潮位 |
| ---- | -------- | -------------- | -------- | -------------- | -------- |
| 公尺 | +2.28    | +1.26          | +0.92    | +0.49          | -0.23    |

## 延伸閱讀
- . 基隆市政府. 2001-12-01. ISBN 957-010-383-3. 統一編號：3909005600.（繁體中文）

## 外部連結
- 行政院農業委員會
- 行政院農業委員會漁業署 （页面存档备份，存于）
- 漁港法 （页面存档备份，存于）.行政院農業委員會漁業署.2012-07-16
- 基隆區漁會